# Romolo Valli
Romolo Valli, född 3 juli 1925 i Reggio nell'Emilia, Emilia-Romagna, död 23 maj 1980 i Rom, var en italiensk skådespelare.

## Roller i urval
- 1959 – Det stora kriget
- 1961 – Flickan med kappsäcken
- 1962 – Det ljuva lättsinnet
- 1962 – Leoparden
- 1964 – Besöket
- 1970 – Den förbjudna trädgården
- 1971 – Ducka, skitstövel!
- 1971 – Döden i Venedig
- 1974 – Våld och passion
- 1976 – 1900
- 1977 – Un borghese piccolo piccolo
- 1977 – Älskade, dröj hos mig
- 1979 – Stunder av lycka